# Cantareus
Genre
Cantareus est un genre d'escargots.

## Espèces
- Cantareus apertus (Born, 1778) - synonyme (valide) d'Helix aperta Born, 1778.
- Cantareus aspersus est un synonyme (non accepté) de Cornu aspersum aussi décrit chez la plupart des auteurs comme Helix aspersa.